# Fiat B.R.

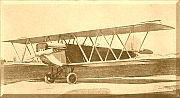
Fiat BR.1

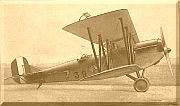
Fiat BR.2

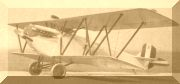
Fiat R.22

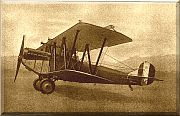
Fiat BR.3

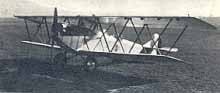
Fiat BR.3

Fiat B.R. 1/4 là một chuỗi máy bay ném bom hạng nhẹ được phát triển ở Ý ngay sau Chiến tranh thế giới I.

## Biến thể
- B.R.
- B.R.1
- B.R.2
  - R.22
- B.R.3
- B.R.4
- R.700

## Quốc gia sử dụng
Hungary
 Italy
- Regia Aeronautica

 Thụy Điển
- Không quân Thụy Điển

 Đài Loan
- Không quân Trung Hoa Dân quốc

## Tính năng kỹ chiến thuật (B.R.2)
Đặc điểm tổng quát
- Kíp lái: 2
- Chiều dài: 10.66 m (35 ft 0 in)
- Sải cánh: 17.30 m (56 ft 9 in)
- Chiều cao: 3.91 m (12 ft 10 in)
- Diện tích cánh: 70.2 m2 (756 ft2)
- Trọng lượng rỗng: 2.646 kg (5.833 lb)
- Trọng lượng có tải: 4.195 kg (9.248 lb)
- Powerplant: 1 × Fiat A.25, 813 kW (1,090 hp)

Hiệu suất bay
- Vận tốc cực đại: 240 km/h (140 mph)
- Tầm bay: 1.000 km (621 dặm)
- Trần bay: 6.250 m (20.500 ft)
- Vận tốc lên cao: 4,2 m/s (830 ft/phút)

Vũ khí trang bị
- 1 × Súng máy Vickers 7,7 mm (.303 in)
- 1 × Súng máy Lewis 7,7 mm (.303 in)
- 720 kg (1.590 lb) bom